# Los manuscritos de Alginatho
Los manuscritos de Alginatho es una novela del escritor y dramaturgo dominicano Haffe Serulle. 

## Trama
Alginatho es un sacerdote nacido a principios del siglo XIX que a los noventa y tantos años decide escribir sus recuerdos. Como no conoció a su madre, asesinada recién nacido él, se propone investigar acerca sobre ella así como sobre su origen paterno, que desconoce por completo. 
Su investigación lo lleva a remover archivos secretos, guardados celosamente en la biblioteca de la casa arzobispal de Santo Domingo.

- Datos: Q5980985